# Форд, Бернетт
Бернетт Форд (англ. Bernette Ford, 30 июня 1950, Нью-Йорк, Нью-Йорк — 20 июня 2021, Нью-Йорк, Нью-Йорк) — американская писательница, редактор и издатель. Она работала главным редактором в Grosset & Dunlap, а затем трудилась в Scholastic Books, где была вице-президентом издательства Cartwheel, которое она помогла запустить. Она была известна как один из немногих афроамериканских редакторов, работающих с детскими книгами, начав свою карьеру в 1970-х годах.

## Ранние годы и образование
Бернетт Форд родилась 30 июня 1950 года в Бруклине. Она была дочерью Мортона, белого фабричного рабочего, и Марты Голдсен, темнокожей актрисы, учительницы музыки, певицы и швеи. Она выросла в Юниондейле, Лонг-Айленд. Форд окончила Коннектикутский колледж в 1972 году. Семья и друзья поощряли её желание стать писательницей, но из-за её незнания профессии Форд вместо этого занялась издательской карьерой как «способом войти в дверь».

## Карьера
В том же году, когда она закончила учебу, Форд присоединилась к отделу детских книг Random House в качестве «помощника редактора по обучению» в рамках их «программы набора представителей меньшинств». Форд оставалась на этой должности в течение первых двух лет. Примерно в 1975 году она познакомилась с Валери Флурной, Филлис Фогельман и Томом Филингсом, которые создали мастерскую «для нескольких цветных людей, работавших в издательском деле в середине 1970-х». В конце концов они основали группу под названием Black Creators for Children, которая помогала афроамериканским авторам создавать новые произведения, следуя набору философий. Со своим мужем Джорджем Фордом она познакомилась во время встречи этой группы.
После семи лет работы в Random House Форд была нанята Western Publishing на должность старшего редактора издательства детских книг Golden Books. В 1983 году она перешла в Grosset & Dunlap на должность главного редактора, а затем стала издателем. В 1989 году она начала работать со Scholastic Books и помогла компании запустить их новое издательство Cartwheel Books. Форд была вице-президентом и редакционным директором издательства и отвечала за запуск серий «Я шпион» и «Маленький Билл», автором последней является Билл Косби.
Пока Форд работала в Scholastic, с ней связалась подруга и соучредитель Just Us Books Шерил Уиллис Хадсон, желая превратить написанное ею стихотворение в детскую книгу, предназначенную для чернокожих детей. Вместо этого Бернетт решила превратить стихотворение в детскую книжку с картинками, которую затем проиллюстрировал Джордж. Это был первый раз, когда она сотрудничала в качестве соавтора.
Форд работала со Scholastic до 2002 года, когда она решила уйти, чтобы основать собственную компанию в 2003 году, занимающуюся рядом книгоиздательских задач под названием Color-Bridge Books. Первой работой компании стало производство новой серии для начинающих читателей под названием «Только для тебя!» (Just for You!). Все книги иллюстрированы и написаны цветными людьми.

## Личная жизнь и смерть
Бернетт была замужем за Джорджем Фордом. Она умерла от рака лёгких 20 июня 2021 года в своём доме в Бруклине.

## Избранные работы
- Cheryl Willis Hudson. Bright Eyes, Brown Skin / Cheryl Willis Hudson, Bernette G. Ford. — Just Us Books, 1990. — ISBN 9780590454162.
- Bernette G. Ford. Hurry Up!. — Fitzgerald Books, 2003. — ISBN 9781424202195.
- Bernette G. Ford. No More Pacifier for Piggy!. — Boxer Books, 2008. — ISBN 9781905417896.